# Unione Sportiva Mestrina 1967-1968
Questa voce raccoglie le informazioni riguardanti l'Unione Sportiva Mestrina nelle competizioni ufficiali della stagione 1967-1968.

## Rosa
| N. |                   | Ruolo | Calciatore         |
| -- | ----------------- | ----- | ------------------ |
|    | Italia (bandiera) |       | Barbieri           |
|    | Italia (bandiera) | D     | Ennio Barizza      |
|    | Italia (bandiera) | A     | Roberto Busso      |
|    | Italia (bandiera) | A     | Orazio Cagnin      |
|    | Italia (bandiera) | P     | Ivano Canella      |
|    | Italia (bandiera) | A     | Corrado Corradi    |
|    | Italia (bandiera) | C     | Lorenzo Cazzador   |
|    | Italia (bandiera) | A     | Sandro Cazzador    |
|    | Italia (bandiera) |       | Dal Monta          |
|    | Italia (bandiera) | C     | Armando Dalla Mura |
|    | Italia (bandiera) | C     | Luciano Ghezzo     |
|    | Italia (bandiera) | C     | Fernando Gorrino   |
|    | Italia (bandiera) | C     | Flavio Fiorini     |

| N. |                   | Ruolo | Calciatore            |
| -- | ----------------- | ----- | --------------------- |
|    | Italia (bandiera) | C     | Gianni Inferrera      |
|    | Italia (bandiera) | P     | Mario Liberalato      |
|    | Italia (bandiera) | C     | Gianni Marella        |
|    | Italia (bandiera) | C     | Gianfranco Maschietto |
|    | Italia (bandiera) | D     | Giovanni Mialich      |
|    | Italia (bandiera) | C     | Paolo Mialich         |
|    | Italia (bandiera) | D     | Giuseppe Pin          |
|    | Italia (bandiera) | A     | Angelo Pochissimo     |
|    | Italia (bandiera) | C     | Paolo Prisco          |
|    | Italia (bandiera) | C     | Orlando Radich        |
|    | Italia (bandiera) | D     | Gino Rama             |
|    | Italia (bandiera) | A     | Mario Rizzo           |
|    | Italia (bandiera) | C     | Luigi Vianello        |